# Chondrostereum coprosmae
Chondrostereum coprosmae är en svampart som först beskrevs av Gordon Herriot Cunningham, och fick sitt nu gällande namn av Stalpers 1985. Chondrostereum coprosmae ingår i släktet Chondrostereum och familjen Cyphellaceae.   Inga underarter finns listade i Catalogue of Life.